# گو سانگ-بوم
گو سانگ-بوم (انگلیسی: Gu Sang-bum؛ زادهٔ ۱۵ ژوئن ۱۹۶۴) بازیکن سابق و مربی فوتبال اهل کره جنوبی است.
از باشگاه‌هایی که در آن بازی کرده‌است می‌توان به باشگاه فوتبال سئول، باشگاه فوتبال بوسان ای‌پارک، و باشگاه فوتبال پوهانگ استیلرز اشاره کرد.
وی همچنین در تیم‌های ملی فوتبال زیر ۲۳ سال کره جنوبی و کره جنوبی بازی کرده‌است.